# Charles Leclerc
Charles Marc Hervé Perceval Leclerc (født d. 16. oktober 1997) er en monegaskisk racerkører, som kører for Formel 1-holdet Scuderia Ferrari.

## Tidlige karriere

### Gokarts
Leclerc begyndte i gokarts i 2005, og havde stor succes på både nationalt og internationalt plan.

### Formel Renault 2.0
Leclerc rykkede i 2014 op i formelbiller, da han kørte i Formel Renault 2.0-serien. Han imponerede i sin debutsæson, da han sluttede på andenpladsen, kun bag ved mesterskabsvinder Nyck de Vries.

### Formel 3
Leclerc skiftede i 2015 til det Europæiske Formel 3, og kom her på fjerdepladsen i sæsonen.

### GP3 Series
Leclerc kørte i 2016 sæsonen i GP3 Series, og vandt her mesterskabet.

### Formel 2
Leclerc fortsatte i Formel 2 i 2017 sæsonen, og havde her en fantastisk debutsæson, som resulterede i, at han overbevisende vandt mesterskabet.

## Formel 1-karriere

### Testkører
Leclerc blev i 2016 del af Ferrari Driver Academy, og testkørte et par gange med Haas, Sauber og Ferrari i løbet af 2016 og 2017.

### Sauber

#### 2018
Leclerc fik sin Formel 1-debut i 2018 sæsonen med Sauber, og han blev her den første monegaskiske kører i rækken siden 1994. Han scorede sine første point ved Aserbajdsjans Grand Prix, og blev her den første monegaskiske kører til at score point siden 1950. Leclerc havde en imponerede debutsæson, da han scorede 39 point og sluttede på trettendepladsen.

### Ferrari

#### 2019
Leclerc skiftede i ved 2019 sæsonen til Ferrari, hvor han erstattede den tidligere verdensmester Kimi Räikkönen. Han vandt sit første Formel 1 ræs ved Belgiens Grand Prix, dog blev hans sejr overskygget af den tragiske død af Formel 2-køreren Anthoine Hubert, som var omkommet under Formel 2 ræset på banen dagen før.
Leclerc sluttede på fjerdepladsen i kørermesterskabet i en sæson, hvor han opnåede 10 podium placeringer og 2 sejre, inklusive en sejr på Ferraris hjemmebane ved Monza.

#### 2020
Leclerc fortsatte med Ferrari for 2020 sæsonen. 2020 var dog langtfra en god sæson for Ferrari, som ikke havde den fart, de havde haft, i forrige sæsoner. Leclerc fik som resultat kun 2 podium placeringer og sluttede på ottendepladsen i kørermesterskabet i sæsonen.

#### 2021
2021 sæsonen var nogenlunde den samme historie som året før for Leclerc og Ferrari. Leclerc sluttede på syvendepladsen med en enkelt podium placering. Det var også første år i Leclercs karriere, hvor han ikke var den bedste på sit hold rent pointmæssigt, da hans holdkammerat Carlos Sainz Jr. sluttede over ham på femtepladsen. Dog var forskellen kun 5,5 point mellem de to Ferrari kørere.

#### 2022
Leclerc begyndte 2022 sæsonen på god fod, da han ved Bahrains Grand Prix 2022 tog sin første sejr siden Italiens Grand Prix 2019. Ved Australiens Grand Prix, fik Leclerc sit første grand slam i sin karriere, altså pole position, hurtigste omgang og vandt ræset efter at have ført hver eneste omgang. Leclerc var del af mesterskabskampen i starten af sæsonen, men dette mesterskabshåb blev slukket på grund af personlige, tekniske og holdmæssige fejl. Fejl som Frankrig, hvor han kørte galt, i Aserbajdsjans hvor motoren brændte sammen, og i Monaco hvor Ferrari lavede en massiv taktisk fejl ved at sende ham i pitstop den forkerte omgang. Alle disse fejl, blandt andre i sæsonen, resulterede i, at Max Verstappen overbevisende tog mesterskabet foran Leclerc, som måtte nøjes med andenpladsen, som han sikrede i en meget tæt kamp med Sergio Pérez.

#### 2023
Leclerc fortsætter hos Ferrari i 2023 sæsonen.
2024
Leclerc vandt sit første hjemme Grand Prix Søndag 25. Maj. Efter flere års "Monaco curse" som de kaldte de på internettet